# Edmund Bell
Edmund Bell ist eine zwischen 1986 und 1993 erschienene 
frankobelgische Comicserie.

## Hintergrund
Jacques Stoquart adaptierte den Romanheld Edmund Bell von John Flanders als Comic. Der Zeichner war René Follet. Die letzten drei Geschichten schrieb Martin Lodewijk. Wilbur Duquesnoy übernahm in der letzten Folge den zeichnerischen Teil und wandte einen völlig anderen Zeichenstil an. Die Serie erschien 1986 in Spirou. Die Alben wurden von Lefrancq herausgegeben. Im deutschen Sprachraum veröffentlichte Feest ein Album.

## Albenausgaben
- 1987: Le diable au cou[4] (Spirou, 1986, 44 Seiten)
- 1988: La nuit de l’araignée (44 Seiten)
- 1989: L’ombre rouge (44 Seiten)
- 1990: L’ombre noire (45 Seiten)
- 1993: Le train fantôme (46 Seiten)